# Minería en Afganistán

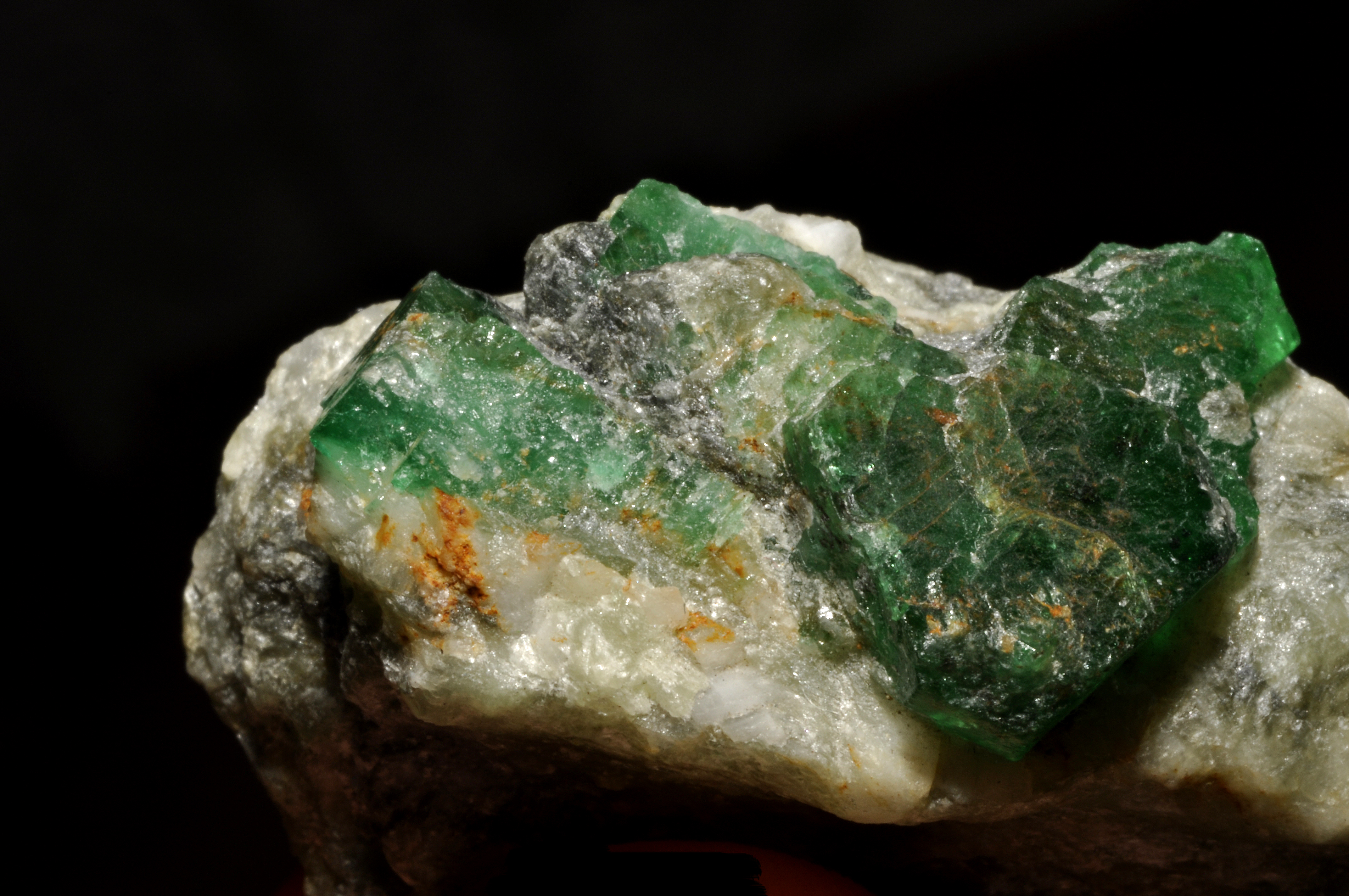
Cristales de berilo variedad esmeralda: provincia de Panjshir en el valle de Panjshir), Afganistán.

La Minería en Afganistán está controlada por el Ministerio de Minas y Petróleo, que tiene su sede en Kabul y oficinas regionales en otras partes del país. Afganistán tiene más de 1400 campos minerales, que contienen barita, cromita, carbón, cobre, oro, mineral de hierro, plomo, gas natural, petróleo, piedras preciosas y semipreciosas, sal, azufre, talco, y zinc, entre muchos otros minerales. Las gemas incluyen la esmeralda de alta calidad, lapislázuli, granate rojo y rubí. De acuerdo con un estudio conjunto realizado por El Pentágono y el Servicio Geológico de los Estados Unidos, Afganistán tiene un estimado de 3 trillones $ US de minerales sin explotar. Hay seis minas de lapislázuli en Afganistán, la más grande en la provincia de Badakhshan. Hay alrededor de 12 minas de cobre en Afganistán, incluido el depósito de cobre Mes Aynak ubicado en la provincia de Logar. Desde el punto de vista energético, la importancia de Afganistán se deriva de su posición geográfica como una posible ruta de tránsito para las exportaciones de petróleo y gas natural desde Asia Central al Mar Arábigo. Este potencial incluye la construcción del gasoducto Trans-Afganistán Pipeline. La primera producción petrolera afgana comenzó en octubre de 2012. Los recursos del país podrían convertirlo en una de las regiones mineras más ricas del mundo.

## Resumen
Afganistán tiene grandes recursos energéticos y minerales sin explotar, que tienen un gran potencial para contribuir al desarrollo económico y al crecimiento del país. Los principales recursos minerales incluyen cromo, cobre, oro, mineral de hierro, plomo y zinc, litio, mármol, piedras preciosas y semipreciosas, azufre y talco, entre muchos otros minerales. Los recursos energéticos consisten en gas natural y petróleo. El gobierno está trabajando para introducir nuevas leyes de minerales e hidrocarburos que cumplirían con los estándares internacionales de gobierno.
El Servicio Geológico de los Estados Unidos (USGS) y el Estudio geológico británico estaban realizando un trabajo de estimación de recursos en el país. Antes de ese trabajo, la actividad de exploración de Afganistán había sido realizada por geólogos de la Unión Soviética que dejaron registros geológicos de buena calidad que indicaban un potencial mineral significativo. El desarrollo de recursos requeriría mejoras en la infraestructura y la seguridad en Afganistán. El gobierno había adjudicado contratos para desarrollar el proyecto de cobre en Aynak y el proyecto de mineral de hierro en Hajigak; además, el gobierno podía ofrecer licitaciones para nuevas exploraciones, incluida la exploración de cobre en Balkhab, oro en Badakhshan, piedras preciosas y litio en Nuristán y petróleo y gas en Sheberghan.
El Ministerio de Minas elaboró su primer plan de reforma comercial en un intento por crear una industria minera más responsable y transparente. Afganistán se unió a la Iniciativa de Transparencia de las Industrias Extractivas como país candidato. Se esperaba que después de 5 años, la contribución de regalías de la producción mineral a los ingresos del gobierno sería de al menos 1.200 millones $ por año, y que después de 15 años, la contribución aumentaría a 3.500 millones $ por año. Afganistán no tiene requisitos de propiedad local y su Constitución no permite la nacionalización. La tasa impositiva corporativa del 20% fue la más baja de la región.
El gobierno completó el primer ferrocarril de Afganistán con una inversión de 170 millones $ en 2010. La ruta de 76 kilómetros conecta Mazar-i-Sharif con las extensas redes ferroviarias en Uzbekistán. La nueva ruta permitiría a los exportadores afganos transportar minerales y otros bienes a Europa. La empresa China Metallurgical Group Corporation (MCC) está construyendo un ferrocarril para transportar mineral de cobre en Afganistán desde Logar a Kabul.
Debido a la falta de datos de producción mineral reportados por los mineros, la información sobre las actividades mineras de Afganistán no estaba disponible, pero parecía tener un alcance limitado. El USGS estimó que la producción de barita era de aproximadamente 2,000 toneladas métricas; cromita, 6.000 toneladas; y líquidos de gas natural, 45.000 barriles. En el proceso de reconstrucción y desarrollo de infraestructura, se estimó que la producción de minerales de construcción había aumentado para cumplir con los requisitos nacionales. La producción de cemento aumentó un 13% en comparación con la de 2009.
La privatización de las empresas estatales de Afganistán, que controlaban muchos de los recursos minerales del país, estaba en curso pero no estaba completa. La inversión en el sector minero por parte de empresas nacionales privadas e inversionistas extranjeros fue estimulada por el gobierno, que había ofrecido el primer contrato para el desarrollo del proyecto de cobre de Aynak a dos compañías chinas en 2007. El gobierno también emitió las licitaciones para el desarrollo de Hajigak, proyecto de mineral de hierro en 2009 y licitaciones para exploración de petróleo y gas en 2010. El Ministerio de Minas está involucrado en la exploración y el desarrollo, así como la explotación y el procesamiento de minerales e hidrocarburos. El Ministerio también es responsable de proteger la propiedad y regular el transporte y la comercialización de los recursos minerales de acuerdo con las nuevas leyes del país.

## Historia
El último auge minero en Afganistán fue hace más de 2.000 años en la era de Alejandro Magno, cuando se extraían rutinariamente oro, plata y piedras preciosas. Los geólogos han sabido de la extensión de la riqueza mineral durante más de un siglo, como resultado de las encuestas realizadas por los británicos y los rusos. A una empresa estadounidense se le ofreció una concesión minera en todo el país en la década de 1930, pero la rechazó. A pesar de este conocimiento histórico, el interés global únicamente se incrementó realmente en 2010 cuando el Pentágono encargó un informe del Servicio Geológico de los Estados Unidos (USGS).

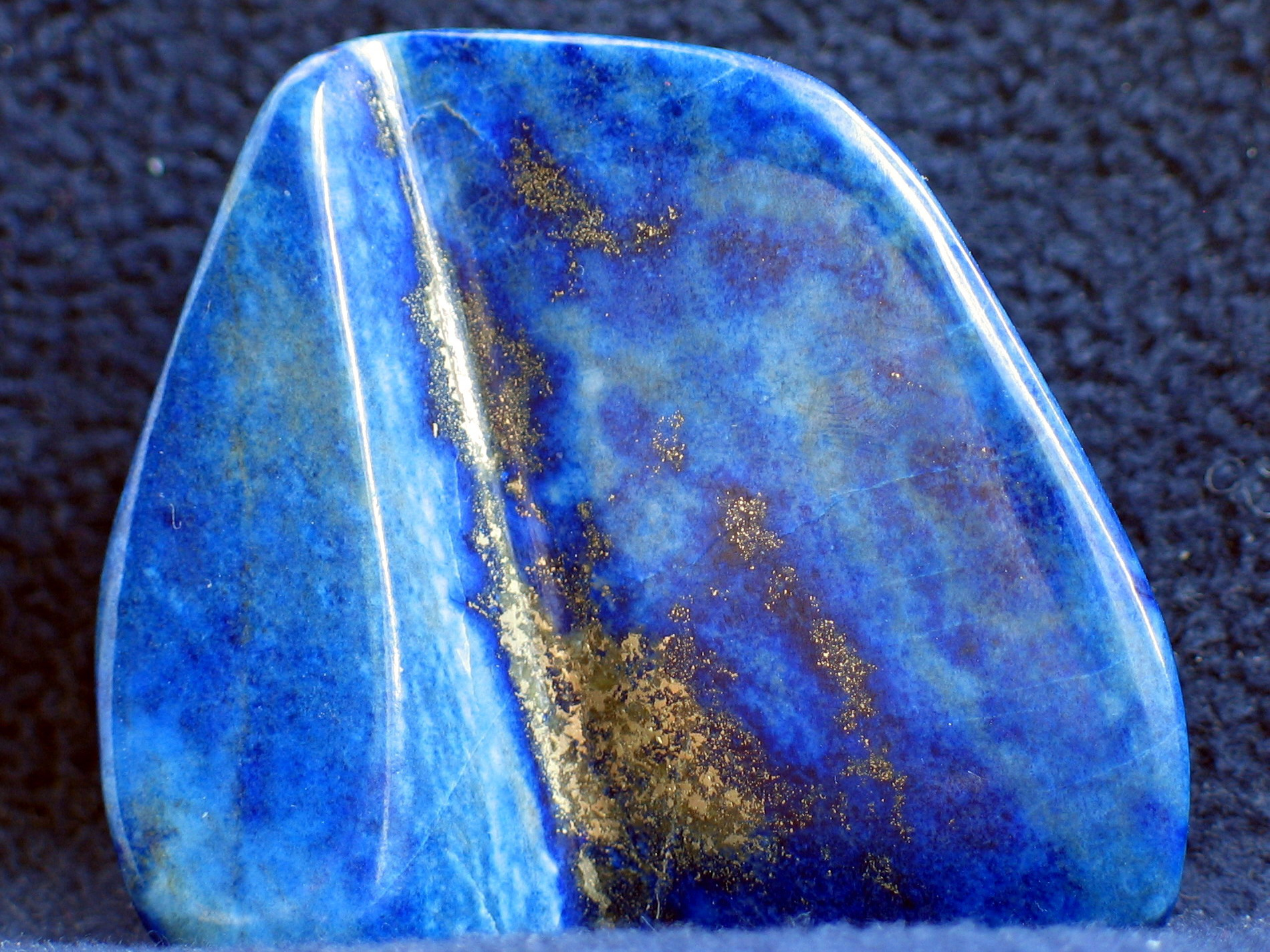
Lapislázuli de la provincia de Badakhshan.

La minería histórica se concentró principalmente en la producción de piedras preciosas, y se cree que algunas de las minas más antiguas conocidas en el mundo se han establecido en Afganistán. El lapislázuli se estaba explotando en la provincia de Badakhshan de Afganistán desde el 8000 a. C. En el antiguo Egipto, el lapislázuli era una piedra favorita para los amuletos y adornos como los escarabeos y máscaras funerarias que se usaban en las pirámides de Egipto; también fue utilizado en la antigua Mesopotamia por los sumerios, acadios, asirios, babilonios para los sellos cilíndricos y en los entierros neolíticos en Mehrgarh. Durante la alta civilización del valle del Indo, alrededor del año 2000 a. C., se estableció la colonia de Harappan, ahora conocida como Shortugai, cerca de las minas de lapislázuli. Joyas en este mineras se han encontrado en las excavaciones del sitio egipcio predinástico Naqada (3300–3100 aC), y se utilizó lapislázuli en polvo como sombra de ojos por Cleopatra. En la antigua Mesopotamia, los artefactos realizados en lapislázuli se pueden encontrar en gran abundancia, con muchos ejemplos notables que se han excavado en el cementerio Real de Ur (2600-2500 aC).
La mina de cobre de Aynak tiene más de 2,000 años de historia, desde las monedas y las herramientas que se encontraron allí. El oro de Zarkashan tiene más de 2,000 años de historia en la provincia de Ghazni.
Las minas de rubí / espinela de Afganistán se mencionaron en los escritos árabes de muchos de los primeros viajeros, entre ellos Al-Istajri (951), Ibn Hawqal (978), Al-Muqaddasi (siglo X), Al-Biruni (b. 973; d. aprox. 1050) e Ibn Battuta (1325–1354 ).
El imperio británico inició por primera vez las evaluaciones de recursos en Afganistán a principios del siglo XIX, mientras buscaban exploraciones y aventuras militares pioneras para que los países dominaran como mercados y socios comerciales. Desde el momento de su primera cartografía geológica y evaluaciones de recursos minerales en Afganistán, y hasta el siglo XX, los británicos mantuvieron un interés integral en los recursos de Afganistán. Esto se hizo mientras se mejoraba su inteligencia militar sobre los recursos y los detalles topográficos que serían necesarios en caso de disturbios en las maquinaciones de El Gran Juego de cara a cara contra el Imperio ruso, y mientras pudieran mantener su Raj británico del subcontinente indio. Algunas otras nacionalidades (alemanas, francesas, rusas) también observaron la geología y los recursos en el país de vez en cuando, pero nada parecía surgir de sus exploraciones. Después de la tercera guerra anglo-afgana en 1919, Afganistán obtuvo su independencia de la dominación diplomática por parte de los británicos y no mucho después apareció por primera vez una publicación soviética sobre «riquezas» minerales, publicado por un hombre que más tarde llegó a ser venerado como uno de los primeros 'padres' rusos de los estudios geológicos. Sin embargo, a pesar de los primeros intentos del gobierno de Afganistán para atraer a los estadounidenses a participar en el descubrimiento y extracción de recursos en el país, la distancia del mercado, las preocupaciones económicas y las crecientes preocupaciones sobre la Segunda Guerra Mundial causaron el rechazo de las propuestas, en gran medida por Confiscación del gobierno de Afganistán. A pesar de una serie de descubrimientos realizados por el geólogo estadounidense Fox (1943) y otros, la evaluación de la posguerra realizada por un geógrafo estadounidense, concluyó de manera breve que no había recursos útiles en Afganistán sobre los cuales debería haber alguna preocupación diplomática.
Con su atención en los recursos, por lo tanto, desviados a otros lugares durante las próximas décadas, el Departamento de Estado de los Estados Unidos, perdió el balón de recursos cuando, en los años sesenta y setenta, unos 250 geocientíficos soviéticos trabajaron en la cartografía de la geología en el país mientras que únicamente el estadounidense geólogo, John Shroder, estuvo en el país, además de algunos adjuntos de geología visitantes de la Embajada de los Estados Unidos y especialistas sísmicos del USGS que la visitaron de vez en cuando. La colaboración soviética resultante con el Estudio geológico de Afganistán detalló una gran cantidad de recursos minerales en el país.
El resultado de esta confrontación de la Guerra Fría entre los Estados Unidos y la Unión Soviética en Afganistán fue que la URSS vecina fue capaz de eludir o ignorar con bastante facilidad los recursos en desarrollo en Afganistán hasta que las condiciones fueran más de su agrado al consolidar su posición preeminente en el país, lo que finalmente llevó a su invasión en 1979. Con sus papeles ya dominantes en el Instituto Cartográfico de Afganistán, el Servicio Geológico de Afganistán y muchos otros ministerios, la URSS estaba en una posición a principios de los años 80 para asumir completamente toda la extracción de recursos en Afganistán. De hecho, bombearon mucho gas natural a través de la frontera norte de Amu Darya hacia la URSS, donde se ubicaron los controladores para medir los volúmenes entregados y se hicieron planes para el desarrollo de otros recursos.  Además, el depósito de cobre Aynak cerca de Kabul fue investigado en detalle y una fundición programada para su instalación a mediados de los años ochenta.
En una interesante actividad secundaria de estos tiempos a principios de la década de 1980, un convoy soviético-afgano de Aynak fue asaltado por los muyahidines y los documentos capturados fueron enviados al coautor Shroder por fuentes británicas demostraron que la veta de cobre de Aynak era una de las más grandes del mundo, como lo demuestra una gran cantidad de pozos de profundidad de kilómetros que permitieron a los soviéticos muestrear extensamente el depósito. La creciente resistencia del pueblo afgano y de los muyahidines, en las batallas acumulativas de finales de la Guerra Fría, impidió un desarrollo adicional significativo de cualquier recurso en ese momento. En cambio, la retirada soviética en la derrota ocurrió en 1988-1989. Con la invasión posterior de Afganistán por parte de los Estados Unidos y las tropas de la coalición en 2001 comenzó una nueva fase en la historia de Afganistán, ya que muchos proyectos de recursos antiguos se evaluaron nuevamente y se iniciaron otros nuevos.
Los atentados del 11 de septiembre de 2001 en Nueva York condujeron a la invasión estadounidense de Afganistán. Según Mark Lander y James Risen, en 2007 el gobierno de Estados Unidos envió a un geólogo para explorar el potencial minero en Afganistán. Usando los viejos mapas soviéticos de ubicación minera, América creó un mapa más preciso de ubicaciones de minerales. El presidente Donald Trump acordó permanecer en Afganistán para ayudar a extraer minerales porque cree que será un «ganar-ganar» para ambos países.

## Marco legal
En 2006 se aprobó una nueva ley de minería y, a partir de ahí, se fueron desarrollando regulaciones para proporcionar el marco para una exploración más formal y para la extracción de minerales. El proceso de solicitud de derechos mineros también se estaba revisando a partir de 2006. Todos los minerales ubicados en o debajo de la superficie son propiedad exclusiva del Gobierno, excepto los hidrocarburos y el agua, que están reguladas por leyes separadas. La función principal del gobierno con respecto a los minerales es promover el desarrollo eficiente de la industria mineral por parte del sector privado. El Ministerio de Minas e Industrias es responsable de la administración e implementación de la Ley de Minería. La Ley otorga seguridad de inversión al titular de un derecho mineral. El Gobierno no puede expropiar los derechos mineros sin una compensación adecuada de acuerdo con las normas internacionales. La Ley también otorga tasas de royaltis a los minerales, que van desde el 5% de los ingresos brutos de los minerales industriales hasta el 10% de las gemas. Otros cambios en la política del Gobierno en 2006 incluyeron la legalización del comercio de piedras preciosas, el control gubernamental de esta industria y el fomento de la inversión en la minería.

## Ubicaciones mineras
- Provincia de Badajshán : Badakhshan Oro, piedras preciosas, lapislázuli.
- Provincia de Baglán : arcilla de Baglán y yeso, minerales industriales Dudkash
- Provincia de Balj : el petróleo.
- Provincia de Bamiyán : Mina de Hajigak (óxido de hierro).
- Provincia de Daikondi : estaño y tungsteno
- Provincia de Farāh en el oeste: cobre, litio;
- Provincia de Gazni : sales de litio de Dashti Nawar; Mina Zarkashan (cobre, oro).
- Provincia de Ġawr : mercurio de Karnak-Kanjar, plomo de Nalbandon y zinc
- Provincia de Helmand : carbonatita de Khanneshin, oro, elementos de tierras raras, posibles reservas de uranio; Colinas de Herat Chagai travertino, cobre y oro.
- Provincia de Herat : mina de cobre Shaida Dusar, estaño de turmalina, barita de Herat y piedra caliza
- Provincia de Jawzjān : Petróleo y gas
- Provincia de Kabul : Jegdalek, distrito de Surobi (piedras preciosas). [26]
- Provincia de Kandahar : cobre, cemento
- Provincia de Kāpīsā : cobre
- Provincia de Kunduz : celestita de Kunduz
- Provincia de Logar : cobre (Mes Aynak).
- Provincia de Nangarhar : elbaite, Ghunday Achin magnesita y talco.
- Provincia de Nimruz : Godzareh (Gaudí Zireh) sales de litio.
- Provincia de Nuristán : pegmatitas y gemas de Nuristán.
- Provincia de Panjshir : piedras preciosas del Valle de Panjshir, por ejemplo, esmeralda.
- Provincia de Paktika : Katawaz oro y aceite
- Provincia de Samangan : Aybak (cobre); Shabashak, distrito de Dara-I-Suf (carbón de coque).
- Provincia de Sar-e Pul : Mina de cobre Balkhab (depósito más grande del mundo), petróleo (Kashkari, Angot, etc.).
- Provincia de Tahār : Samti, Valle del río Panj (oro), evaporita.
- Provincia de Urūzgān : fluorita de Bakhud
- Provincia de Zabul : Kundalyan oro y cobre.

También los siguientes lugares que aún no han sido ubicados positivamente:
- El sudeste de Afganistán: cobre, en el Darband y las perspectivas de Jawkhar.
- Valles de Anjir, Hasar y Nooraba : oro.

## Productos básicos
Afganistán tiene abundantes recursos minerales no combustibles, incluidos depósitos conocidos y potenciales de una amplia variedad de minerales que van desde cobre, hierro y azufre hasta bauxita, litio y elementos de tierras raras. En 2010 se anunció que alrededor de 1 billón $ en depósitos minerales sin explotar se identificaron en Afganistán, lo suficiente para alterar fundamentalmente la economía afgana. Según otros informes, la riqueza mineral total de Afganistán puede valer más de 3 billones de dólares estadounidenses. «Los depósitos previamente desconocidos, incluyendo vetas enormes de hierro, cobre, cobalto, oro, y los metales industriales críticos como el litio son tan grandes e incluyen tantos minerales que son esenciales para la industria moderna, que Afganistán podría eventualmente transformarse en uno de los centros mineros más importantes del mundo». La provincia de Gazni puede tener las mayores reservas de litio del mundo. Los depósitos se describieron en el informe del USGS sobre Afganistán en 2007.  El presidente afgano Hamid Karzai comentó: «Mientras que Arabia Saudita es la capital petrolera del mundo, Afganistán será la capital del litio del mundo». Afganistán invitó a 200 compañías globales para el desarrollo de sus minas.

### Cobre
Ninguna mina de cobre estaba activa en el país en 2006. En el pasado, el cobre había sido extraído de las provincias de Herat y Farāh en el oeste, de la provincia de Kapisa en el este y de las provincias de Kandahar y de Zabul en el sur. A partir de 2006, el interés se centró en los prospectos Aynak, Darband y Jawkhar en el sureste de Afganistán. La mineralización de cobre en Mes Aynak, en la provincia de Logar, se realizó mediante un método de enlace de datos y se caracterizó por bornita y calcopirita, diseminada en mármol dolomita y esquistos de cuarzo-biotita-dolomita de la formación Loy Khwar. Si bien se había reportado un recurso de 240 millones de toneladas métricas a un grado de 2.3% de cobre, una cantidad de lentes de mineral pequeño potencialmente no era practicable ni económica y económicamente. Se necesitaría minería a cielo abierto y subterránea para explotar el cuerpo principal del mineral, y también era probable que existieran otros problemas de infraestructura, como la energía y el agua inadecuados. La nueva Ley de Minería (2005) podría favorecer el desarrollo del depósito mediante licitaciones públicas. El gobierno emitió una licitación pública para el depósito en 2006 y esperaba la concesión de concesiones en febrero de 2007. Nueve compañías mineras de Australia, China, India y Estados Unidos estaban interesadas en la perspectiva.
China Metallurgical Group ganó la licitación para un proyecto de minería de cobre en Aybak, Samangan, Afganistán. El proceso de licitación ha sido criticado por compañías canadienses y estadounidenses rivales que alegan corrupción y cuestionan el compromiso de la compañía china con el pueblo afgano.
En 2007, se otorgó un contrato de arrendamiento por 30 años para el desarrollo de una mina de cobre en Mes Aynak en la provincia de Logar al Grupo metalúrgico de China por 3 mil millones $, lo que la convierte en la mayor inversión extranjera y empresa privada en la historia de Afganistán. Se cree que contiene las segundas reservas más grandes de mineral de cobre en el mundo y se estima que los depósitos tienen un valor de hasta 88 mil millones $. También es el sitio de uno de los sitios arqueológicos más importantes de Afganistán y, aunque se están realizando esfuerzos desesperados para ahorrar tanto como sea posible, el principal monasterio budista y otros restos deben ser demolidos para dar paso a la mina.
Varios otros nuevos sitios ricos en minerales, con depósitos estimados de alrededor de 250 mil millones $, se han encontrado en otras seis provincias. Lanzado en 2006, se completó el año pasado un estudio geológico de los Estados Unidos (USGS), realizado conjuntamente con el Ministerio de Minas. La encuesta cubre el 30 por ciento del país. «La encuesta proporciona información confiable sobre minas en 28 partes diferentes de Afganistán», dijo Wahidullah Shahrani a periodistas. Mostró que los depósitos de cobre más grandes del mundo existían en el distrito de Balkhab de la provincia de Sar-e Pul. La mina de cobre fue descubierta cerca de un río, un área que también podría tener reservas de oro. El gobierno lanzó ofertas a fines de 2011 por el depósito de cobre de Balkhab, que tenía reservas de aproximadamente 45 Mt de cobre. Citando el informe, un ministro del gobierno afgano dijo que se habían descubierto dos nuevas minas de cobre en las provincias de Logar y Herat. El valor del pozo Logar, no la mina Ainak, se estima en 43 mil millones $. Shahwani dijo que se descubrieron minas de cobre y oro por un valor de  30 mil millones $ en el área de Zarkasho de la provincia de Gazni y pozos de litio de 20 mil millones $ en las provincias de Farāh y Nimruz. Un depósito de berilio, que es más liviano que el aluminio y más fuerte que el acero utilizado en aviones, helicópteros, barcos, misiles y naves espaciales, se encontró en el distrito de Khanashin, en la provincia sur de Helmand. Las reservas se estiman en 88 mil millones $.

### Carbón
Según el Ministerio de Minas de Afganistán, Afganistán tiene reservas ricas en carbón coquizable. El carbón se encuentra principalmente dentro del cinturón jurásico de las provincias del norte de Takhar y Badakhshan, en el centro del país y hacia el oeste en Herat, según el Ministerio de Minas de Afganistán.
Sin embargo, en 2014, el Departamento de Trabajo de los Estados Unidos, publicó una Lista de bienes producidos por el trabajo infantil o el trabajo forzado en el que Afganistán parece ser uno de los 74 países con una incidencia notable de trabajo infantil en el campo de la minería del carbón.

### Piedras preciosas

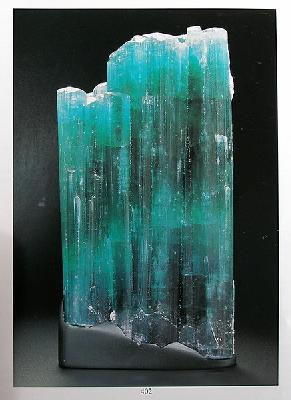
Elbaíta de la provincia de Nangarhar

Se sabe que Afganistán ha explotado sus yacimientos de gemas preciosas y semipreciosas. Estos depósitos incluyen aguamarina, esmeralda y otras variedades de berilo, fluorita, granate, kunzita, rubí, zafiro, lapislázuli, topacio, turmalina y variedades de cuarzo. Los depósitos de corindón (zafiro y rubí) en el país están muy agotados y se encuentra muy poco material de calidad de gema.
Las cuatro principales áreas productoras de piedras preciosas son las de Badakhshan, Jegdalek, Nuristan y el Valle de Panjshir. La minería artesanal de gemas en el país utilizó métodos primitivos. Algunas gemas se exportaron ilícitamente, principalmente a la India —que era el principal mercado de importación de gemas de colores y una salida para gemas de mayor calidad— y al mercado local vecino de Pakistán.

### Oro
A partir de 2006, el oro fue extraído del depósito de Samti en la provincia de Tahār, en el norte, por grupos de mineros artesanales. La provincia de Badakhshan también tuvo varios de depósitos de oro. Los depósitos se encontraron en los flancos occidentales de las montañas en aluvión o abanico aluvial en varios valles fluviales, particularmente en los valles de Anjir, Hasar, Nooraba y Panj. El depósito Samti se encuentra en el valle del río Panj y se estimó que contenía entre 20 y 25 toneladas métricas de oro. Se cree que las regiones del sur de Afganistán contienen grandes depósitos de oro, particularmente la provincia de Helmand. Hay un estimación 50 mil millones $ en depósitos de oro y cobre en la provincia de Gazni.
El gobierno afgano firmó un acuerdo con Afghan Krystal natural Resources Co. (una empresa local) para invertir hasta 50 millones $ en la mina Qara Zaghan en la provincia norteña de Baglán. Qara Zaghan fue la segunda mina de oro del país, y la producción allí estaba planeada para comenzar en 2013. Todavía no se conocían las reservas de oro de la mina, pero la compañía tenía la intención de pasar los próximos 2 años explorando el sitio. Inversores de Indonesia, Turquía, el Reino Unido y los Estados Unidos respaldaron el proyecto. La primera mina de oro fue desarrollada por Westland general trading LLC de los Emiratos Árabes Unidos en Nor Aaba, cerca de la frontera con Tayikistán en la provincia norteña de Takhar. Se esperaba que la mina proporcionara entre 4 y 5 millones $ por año en royaltis al gobierno.

### Hierro
El depósito de óxido de hierro más grande y conocido de Afganistán se encuentra en Hajigak, en la provincia de Bamiyán. El depósito en sí se extiende a lo largo de 32 km y contiene 16 zonas separadas, de hasta 5 km de longitud, 380 m de ancho y 550 m de inmersión descendente, siete de las cuales se han estudiado en detalle. El mineral se produce tanto en estado primario como en estado oxidado. El mineral primario representa el 80% del depósito y consiste en magnetita, pirita y calcopirita menor. El 20% restante está oxidado y consta de tres tipos de minerales hematíticos. El depósito no fue minado en 2006. La presencia de carbón coque, cerca de Shabashak, en el distrito de Dar-l-Suf, y los grandes recursos de mineral de hierro hicieron que el depósito fuera viable para el desarrollo futuro de una industria siderúrgica afgana. La minería a cielo abierto y las operaciones de fundición de alto horno fueron contempladas por un estudio de factibilidad próximo. El Hajigak también incluye el inusual niobio, un metal blando utilizado en la producción de superconductores.

### Litio

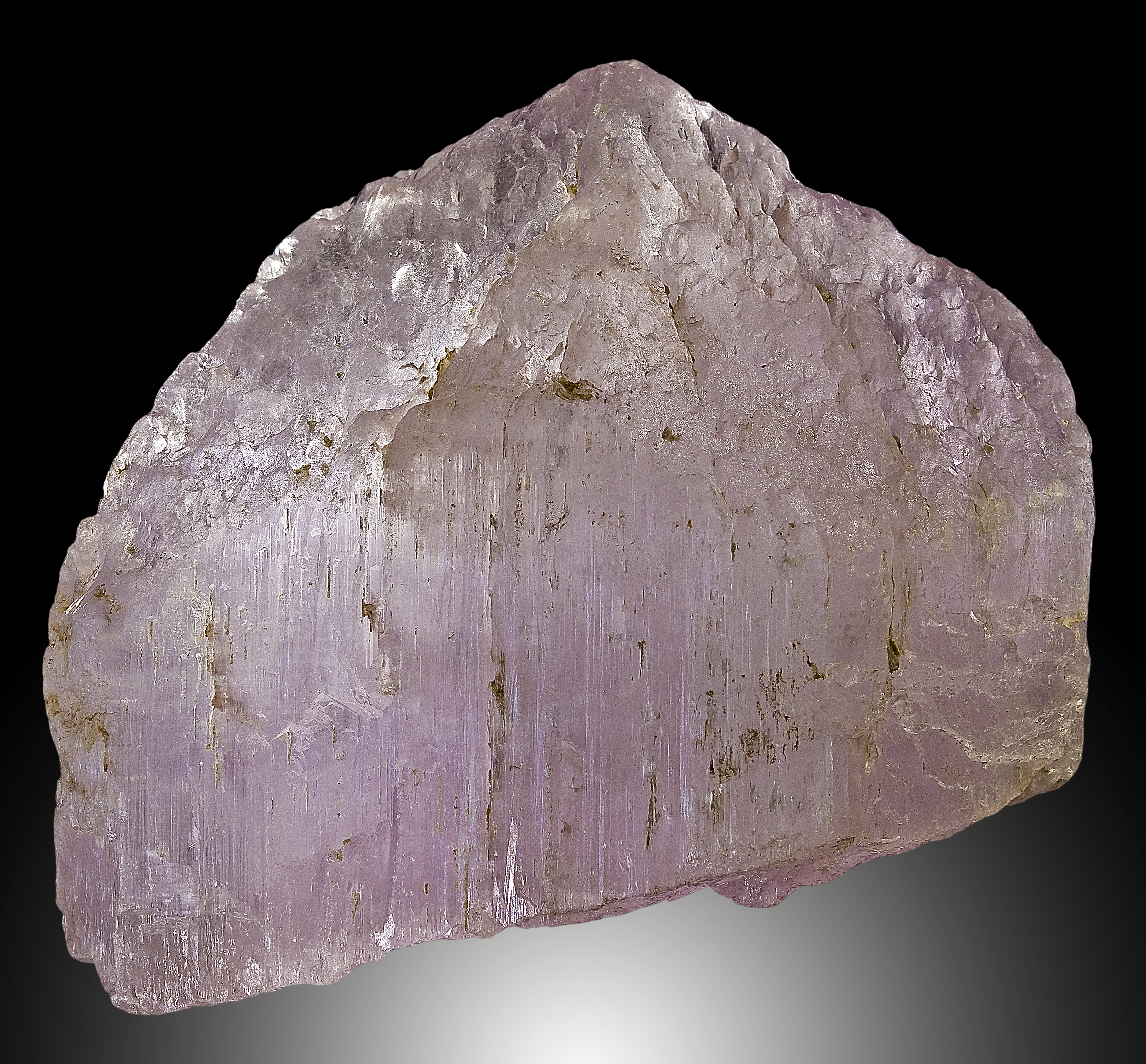
Espodumena de la provincia de Nuristán.

El litio es un metal vital que se utiliza principalmente en la fabricación de baterías recargables para teléfonos móviles, computadoras portátiles y automóviles eléctricos. Se cree que Afganistán tiene mucho litio. Los depósitos de litio del país se encuentran en lechos de lagos secos en forma de cloruro de litio; están ubicados en la provincia occidental de Herat y Nimroz y en la provincia central oriental de Gazni. El entorno geológico es similar al de Bolivia y Chile. Los depósitos también se encuentran en roca dura en forma de espodumena en pegmatitas en las provincias nororientales de Badakhshan, Nangarhar, Nuristán y Urūzgān. Se informó que una pegmatita en las montañas Hindú Kush en el centro de Afganistán contenía de 20% a 30% de espodumena.

### Mármol
Afganistán también tiene una cantidad considerable de mármol en diferentes partes del país. La fábrica de mármol de Doost en la ciudad de Herat comenzó a operar en los últimos años. Según la embajada de los Estados Unidos en Kabul, las exportaciones actuales de mármol afgano se estiman en 15 millones $ por año. Con una mejor extracción, procesamiento, infraestructura e inversión, la industria tiene el potencial de crecer en un negocio de 450 millones $ por año.

### Petróleo y gas natural
Afganistán tiene 3.800 millones de barriles de petróleo entre Balkh y la provincia de Jawzjān en el norte del país. Esta es una cantidad enorme para una nación que únicamente consume 5,000 bbl / día. El Servicio Geológico de Estados Unidos y el Ministerio de Minas e Industria de Afganistán evaluaron conjuntamente los recursos de petróleo y gas natural en el norte de Afganistán. Los volúmenes medios estimados de petróleo no descubierto fueron 1,596 millones de barriles (Mbbl) de petróleo crudo., 444 mil millones de metros cúbicos de gas natural y 562 Mbbl de líquidos de gas natural. La mayor parte del petróleo crudo no descubierto se encuentra en la Cuenca de Afganistán-Tayikistán y la mayor parte del gas natural no descubierto se encuentra en la Cuenca de Amu Darya. Estas dos cuencas dentro de Afganistán abarcan áreas de aproximadamente 515,000 kilómetros cuadrados.
En diciembre de 2011, Afganistán firmó un contrato de exploración petrolera con Corporación Nacional de Petróleo de China (CNPC) para el desarrollo de tres campos petroleros a lo largo del río Amu Darya. Afganistán tendrá sus primeras refinerías de petróleo en los próximos tres años, después de lo cual recibirá el 70 por ciento de las ganancias de la venta del petróleo y el gas natural. CNPC comenzó la producción de petróleo en Afganistán en octubre de 2012, extrayendo 1.5 millones de barriles de petróleo por año.

### Elementos de tierras raras
Según una estimación del Estudio Geológico de Estados Unidos de septiembre de 2011, las carbonatitas de Khanashin en la provincia de Helmand sur, tienen un estimación de 1 millón de toneladas métricas de elementos de tierras raras en una concentración potencialmente útil en la roca, pero de valor económico desconocido. Regina Dubey, Directora Interina del Equipo de Trabajo del Departamento de Defensa para Operaciones de Negocios y Estabilidad (TFBSO, por sus siglas en inglés) declaró que «esto es únicamente una evidencia más de que el sector mineral de Afganistán tiene un futuro brillante».

### Uranio
Se cree que la provincia de Helmand, en el sur de Afganistán, posee reservas de uranio, según el Ministerio de Minas de Afganistán.